# Celaena lunina
Celaena lunina là một loài bướm đêm trong họ Noctuidae.